# Ponikve, Brežice
Ponikve je naselje v Občini Brežice

## Prebivalstvo
Etnična sestava 1991:
- Slovenci: 116 (92,1 %)
- Hrvati: 9 (7,1 %)
- Neznano: 1